# EC Tigres do Brasil
Der Esporte Clube Tigres do Brasil Ltda. ist eine am 19. Januar 2004 als Esporte Club Poland do Brasil gegründete Kapitalgesellschaft, die in Duque de Caxias, einer rund 20 km nordwestlich von Rio de Janeiro gelegenen Industriestadt mit etwa 850.000 Einwohnern, beheimatet ist und am professionellen Fußballspielbetrieb teilnimmt. Praktisch sind die Tiger der petrochemischen Fabrik Poland Quimica untergeordnet und diese stellt auch das Management. Lokalrivale ist der Duque de Caxias FC.
Die Tiger nahmen 2009 erstmals in der Ersten Division der Staatsmeisterschaft von Rio de Janeiro teil.

## Historie

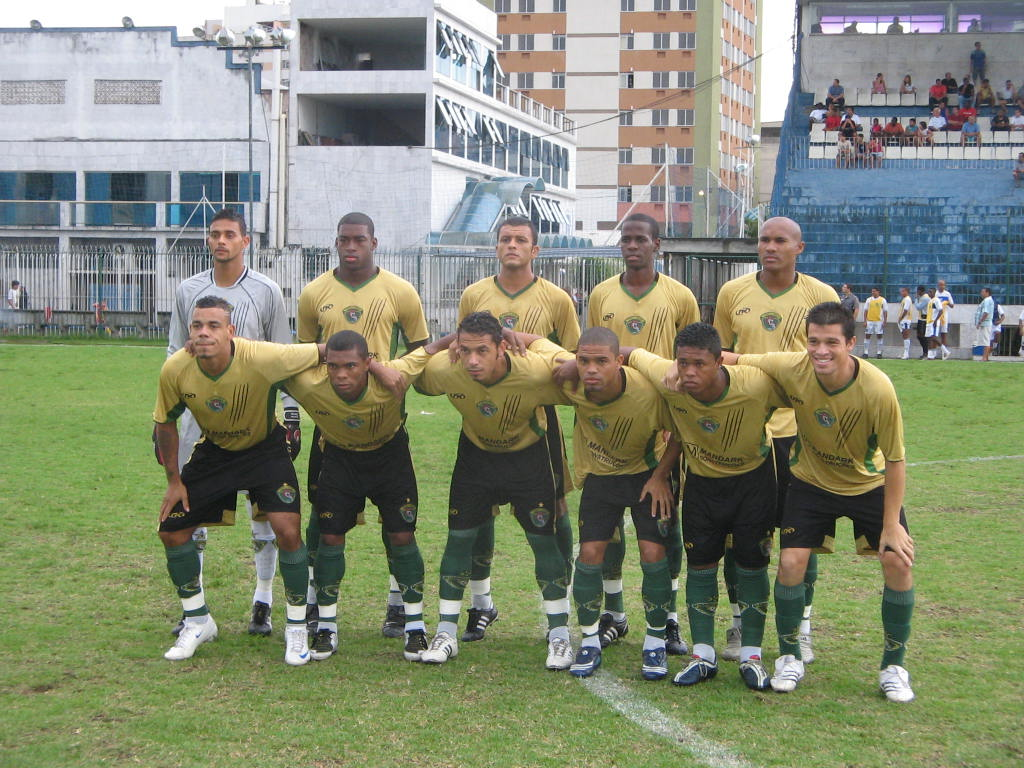
Die Tiger 2008

Tigres do Brasil wurde 2004 unter dem Namen der assoziierten petrochemischen Fabrik als Esporte Clube Poland Quimica gegründet, doch bereits zu Ende des Jahres wurde im Rahmen der Professionalisierung des Spielbetriebes der derzeitige Name angenommen. Die Verbindung mit der Chemiefirma blieb aber bestehen.
Bereits 2005 stiegen die Tiger von der dritten Spielklasse von Rio in die zweite Division auf. Im selben Jahr gewann die Mannschaft aus Caxias die Copa Rio, welche allerdings nur von unterklassigen Mannschaften bestritten wurde. In den beiden Finalspielen wurde Macaé Esporte Futebol Clube mit 1:0 und 2:0 besiegt. 2008 erreichten die Tiger den zweiten Platz der zweiten Division hinter dem Traditionsverein Bangu AC aus dem Norden der Stadt Rio de Janeiro und qualifizierte sich gemeinsam mit diesem für die Teilnahme an der Staatsmeisterschaft 2009.
In der ersten Phase des Campeonato Carioca, der Taça Guanabara, wurde die Mannschaft aus Duque de Caxias allerdings Gruppenletzter und hatte die geringste Anzahl von geschossenen Toren und die schlechteste Tordifferenz aller Teilnehmer. Zudem stehen die Tiger mit sieben Feldverweisen in sieben Spielen mit Abstand jenseits aller Konkurrenten.

## Stadion und Infrastruktur

### Stadion
Den Tigern gehört das Estádio De Los Larios im Viertel Xerém von Duque de Caxias. Das 11.000 Zuschauer fassende Stadion wurde am 18. Januar 2009, einen Tag vor dem fünften Jahrestag des Bestehens der Tiger, mit einer Partie gegen den Danubio FC, Meister von Uruguay 2007, eingeweiht. Nachdem der Uruguayer Sergio Leal bereits in der vierten Minute den Torreigen eröffnete, endete das Spiel schließlich 4:4. Im Vorspiel standen sich zwei brasilianische All-Star-Auswahlmannschaften gegenüber, die Spieler mehrerer Generationen aufboten. Weiß gewann hier gegen Gelb mit 3:1. Paulo Sérgio traf dabei zweimal für das von Djalminha angeführte Team. Prominentester Teilnehmer war aber wohl der Weltmeister von 1970, Carlos Alberto Torres. Mehr als 6.000 Zuseher fanden sich zum Fest ein.
Der bisherige Zuseherrekord in einem offiziellen Spiel wurde am 5. Februar 2009 im Staatsmeisterschaftsspiel des Duque de Caxias FC gegen Fluminense aus Rio aufgestellt, das die Heimmannschaft mit 3:2 gewann und dem 3.608 Zuseher beiwohnten.
Ehe dieses Stadion zur Verfügung stand, spielten die Tiger im Estádio Giulite Coutinho in Mesquita. Das im Jahr 2000 eröffnete 16.000 Mann Stadion gehört dem América FC und soll in absehbarer Zeit auf doppelte Kapazität erweitert werden.

### Trainingszentrum
Auf einem Areal von 24 Hektar stehen unter anderem fünf Fußballfelder in Normgröße, ein Pool und ein Muskeltrainingsraum  zur Verfügung. Darüber hinaus gibt es einen Freizeitbereich und Spielerunterkünfte.

## Erfolge
- Staatspokal von Rio de Janeiro: 2005, 2009